# Хормон среће (албум)
Хормон среће је седми студијски албум загребачког турбофолк-панк рок бенда, Бркова. Објављен је 2018, две године након албума под називом Торзо Даде Топића.

## О албуму
Године 2017, 1. априла, Бркови су објавили сингл под називом Боли ме. Два месеца касније, објављен је спот за сингл Судбина, чија је тема сложена веза двоје појединаца. У склопу турнеје коју су исте године започели у Бачкој Паланци, Бркови су свирали у неколико градова широм региона, док су средином септембра гостовали у Лондону и Даблину. Поред уобичајеног репертоара, на тим наступима су свирали и две нове песме. Коначно, Бркови су одржали новогодишњи концерт у Новом Саду, 29. децембра.
Последњег дана априла 2018, објављен је спот за песму Одлазим. Песма је, атипично за начин на који Бркови свирају, балада мекшег звука, док се као главни јунак у споту појавио глумац Крешимир Микић. Након концерта који су Бркови одржали у дворишту Универзитета у Нишу, дана 8. јуна 2018, певач групе, Ведран Пехар, најавио је излазак албума за понедељак, 11. јун исте године. Албум није објављен у физичкој форми, већ је омогућено бесплатно преузимање са званичне интернет странице групе, што је био случај и са свим претходним издањима.
На албуму се нашло 11 песама, укључујући три раније објављена сингла, а заједно са објавом албума догодила се и видео премијера насловне нумере, као и песама Мазда, Лента и Прича се по граду. Аутор фотографије на омоту издања је Роберто Павић, док је дизајн дело Дашка Милиновића.
Текст песме Љубавни рат написао је Тадија Димитријевић, аутор нумере Срце је моје виолина, коју изводи Лепа Лукић. Преосталих 10 песама дело су Ведрана Пехара. Примећено је да је на албуму заступљено мање псовки наспрам претходних, на шта је Пехар одговорио да нема контролу над тим, те да текстове пише према инспирацији. Рецензенти су се начелно усагласили констатацијом да је албум оправдао очекивања публике.
Спот за последњу по реду песму са албума, под називом Момачко вече, Бркови су објавили 30. септембра 2018. Састав је у последњој четвртини године одржао два велика концерта, у загребачком Дому спортова, 20. октобра, односно Хали спортова Ранко Жеравица у Београду, 3. новембра, на којима су публици у Хрватској и Србији представили нови албум. Концерте су посветили преминулом певачу Синану Сакићу.

## Списак песама
На албуму се налази 11 песама, укупне дужине трајања 36 минута и 44 секунде.